# Véronique Boulanger
Véronique Boulanger est une actrice française.

## Filmographie

### Cinéma
- 1992 : L'Homme de ma vie : Flavienne
- 1999 : Les Gens qui s'aiment  : la femme avec le chien
- 2001 : Les gens en maillot de bain ne sont pas (forcément) superficiels : Pauline
- 2002 : Sexes très opposés : Gabrielle
- 2002 : Le Nouveau Jean-Claude : Agnes
- 2003 : Amour tout court : Agathe
- 2003 : Toutes les filles sont folles : Femme romantique
- 2004 : Bien agités ! (téléfilm) : Brigitte
- 2005 : Albert est méchant : Dany Cooke
- 2005 : Tu vas rire, mais je te quitte : Lorraine
- 2006 : Madame Irma : Madame Miltin
- 2009 : Erreur de la banque en votre faveur : Hermance
- 2009 : Trésor : Stéphanie
- 2016 : Les Visiteurs : La Révolution de Jean-Marie Poiré : Elise
- 2018 : Les Dents, pipi et au lit d'Emmanuel Gillibert : l'avocate

### Télévision
- 1988 : La Baby-sitter : Prune
- 2002 : H : La femme du directeur (saison 4, épisode 7)
- 2002 : Sentiments partagés : Danielle
- 2011 : Les Belles-sœurs de Gabriel Aghion
- 2011 : Bas les cœurs de Robin Davis : Madame Arnal
- 2013 : Y'a pas d'âge : Marie-Odile (épisode 23)
- 2015 : Les Heures souterraines de Philippe Harel : Madame Bodina[1]
- 2021 : Mon ange d'Arnauld Mercadier : Nicole Fiorelli

### Documentaire
- 2010 : Le Plus Beau Métier du monde

## Théâtre
- 2007 : Les Belles-Sœurs d’Éric Assous, mise en scène Jean-Luc Moreau, Théâtre Saint-Georges
- 2008 : Clérambard de Marcel Aymé, mise en scène Nicolas Briançon, Théâtre Hébertot - comtesse Louise de Clérambard
- 2009 : Les hommes préfèrent mentir d'Éric Assous, mise en scène Jean-Luc Moreau, Théâtre Saint-Georges
- 2010 : Qui est Monsieur Schmitt ? de Sébastien Thiéry, mise en scène José Paul et Stéphane Cottin, tournée
- 2011 : Le Prénom de Matthieu Delaporte et Alexandre de la Patellière, mise en scène Bernard Murat, Théâtre Édouard VII
- 2012 : Comme s'il en pleuvait de Sébastien Thiéry, mise en scène Bernard Murat, Théâtre Édouard VII
- 2013 : La Femme du Michel Ange d'Éric Assous, mise en scène Anne Bourgeois, Théâtre des Mathurins
- 2014 : La Femme du Michel Ange d'Éric Assous, mise en scène Anne Bourgeois, Petit Théâtre de Paris
- 2014 : Georges et Georges d'Éric-Emmanuel Schmitt, mise en scène Steve Suissa, Théâtre Rive Gauche
- 2016 : Une famille modèle d'Ivan Calbérac, mise en scène Anne Bourgeois, Théâtre Montparnasse
- 2017 : Comme s'il en pleuvait de Sébastien Thiéry, mise en scène Jean-Luc Revol, Théâtre Tête d'Or, tournée
- 2023-2024 : Oh les beaux jours de Samuel Beckett, mise en scène Véronique Boulanger, Théâtre de Nesle